# Maullín

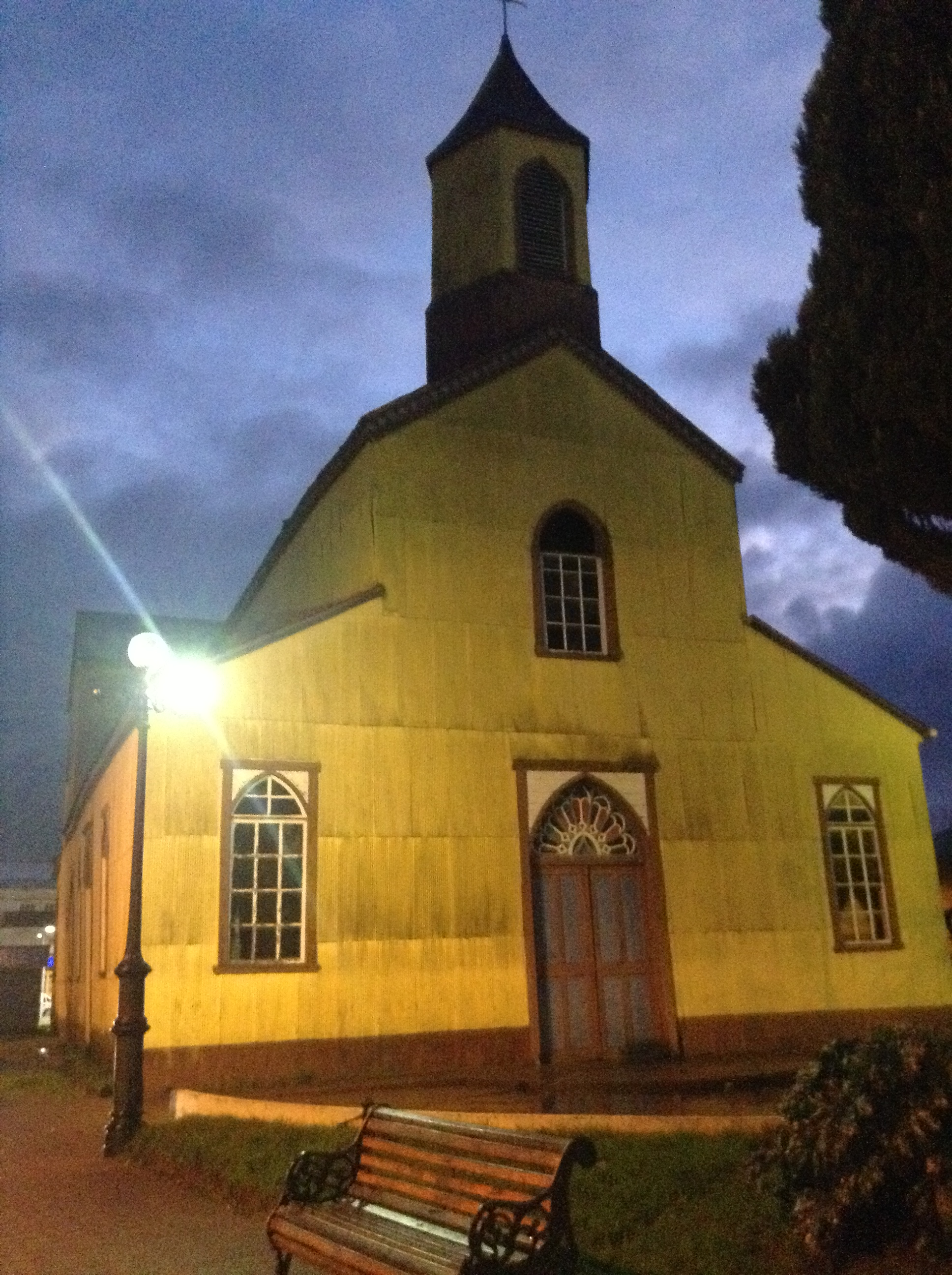

Maullín  est une ville du Chili, située dans la province de Llanquihue, dans la région des Lacs. En langue mapuche, Maullín signifie « cascade » ou « pluvieux ».

## Géographie
Maullín est située à l'embouchure de la rivière du même nom, au sud-est de Puerto Montt. La commune s'étend sur 861 km2 et est peuplée de 15 707 habitants (2012).

## Histoire
La ville fut fondée en 1790 sous le nom de San Francisco Xavier de Maullín, sur un site déjà occupé à plusieurs reprises par les Hollandais, les Espagnols et les Basques.

## Démographie
En 2012, la population de la commune s'élevait à 15 707 habitants. La superficie de la commune est de 861 km2 (densité de 18 hab./km2)

## Personnages liés
- Winslow Ames, historien de l'art américain, né à Maullín en 1907.